# بيل دبليو. بينتون
بيل دبليو. بينتون (بالإنجليزية: Bill W. Benton)‏ هو مهندس ومهندس الصوت أمريكي، ولد في القرن العشرين.

## وصلات خارجية
- بيل دبليو. بينتون على موقع IMDb (الإنجليزية)
- بيل دبليو. بينتون على موقع قاعدة بيانات الفيلم (الإنجليزية)